# Gmina Kareda
Gmina Kareda (est. Kareda vald) – nieistniejąca gmina wiejska w Estonii, w prowincji Järva. W 2017 roku została włączona do gminy Järva.
W skład gminy wchodziły:
- Alevik: Peetri.
- 11 wsi: Ammuta, Ataste, Esna, Kareda, Köisi, Küti, Müüsleri, Vodja, Õle, Ämbra, Öötla.